# Flen
Flen (de pronunciació local Flén) és una localitat i la seu del municipi de Flen, Comtat de Södermanland, a Suècia amb 6.607 habitants el 2018.
Flen va evolucionar amb la intersecció ferroviària i va obtenir el títol de ciutat de Suècia el 1949. Des del 1971 és la seu del municipi més ampliat de Flen.
Coneguda per la cançó "Violen från Flen", escrita per Ulf Peder Olrog als anys quaranta. La ciutat també té un paper important en la cançó "Du ringde från Flen", de l'any 1992 de la dansband Grönwalls.
Flen té la vinya més septentrional del món, a Blacksta.